# 立木貞昭
立木 貞昭（たちき さだあき、1944年4月2日 - ）は、日本の経営者。京進の創立者。京都府京都市出身。

## 経歴・人物
1969年に同志社大学経済学部を卒業し、同年に藤三商会に入社。1975年6月に京都進学教室を立ち上げ、1981年4月に株式会社京都進学教室(のちの京進)を設立し、社長に就任。2009年5月には会長に就任。この間、1979年には、京都府議会議員選挙に日本社会党公認で東山区選挙区から出馬したが落選した。